# マドリード列車爆破テロ事件
マドリード列車爆破テロ事件（マドリードれっしゃばくはテロじけん、Atentados del 11 de marzo de 2004）は、2004年3月11日にスペインの首都マドリードで発生した爆弾テロ。193人が死亡、2,000人以上が負傷した。
2001年9月11日のアメリカ同時多発テロ事件と並び、日付から「3・11事件」と、さらにスペインでは「11-M」（オンセ・デ・エメ、Mは同国語で3月を意味するmarzoから取られている）と呼称されることがある。
このテロは、スペイン国内では史上最悪の死者数を出し、欧州ではパンアメリカン航空103便爆破事件の270名の死者の次に多い数となった。その後のスペインの国政や社会に多大な影響を与えた。

## 概要
2004年の3月11日（木）の早朝、マドリード州東にあるアルカラ・デ・エナーレス発で、マドリード市へ北東から南まわりでアトーチャ駅に至る、近郊鉄道線（セルカニアス）で、4便の複数の車両に爆発物が仕掛けられており、朝7時36分からの7時39分の間に連続して10回の爆発が発生した。また、約3週間後、マドリード市の南南西に位置するレガネス市のある住宅にて、実行犯と思われるモロッコ系の人物7人が、警察に囲まれたため自爆した。また、列車爆破の11日の3日後の14日には、国政選挙が控えており、それまでの数日間の間に投票意思を左右する動きがあり、選挙結果が事前予想とは異なり、逆転することになった。実行犯が自爆したことで、謎の多い事件となり、政争も絡まって後々まで議論が残った。

## 背景

### イラクへの派兵

#### 前段階
2001年9月11日、アルカーイダによるアメリカ同時多発テロ事件が発生した。2003年3月16日に、ポルトガル領のアゾレス島にて、「アゾレス首脳会談」が開かれ、米（ジョージ・W・ブッシュ大統領）、英（トニー・ブレア首相）、西（ホセ・マリア・アスナール首相）・ポルトガル（ジョゼ・マヌエル・ドゥラン・バローゾ首相）の4首脳が、イラクのサッダーム・フセインが、アル・カイーダを支援していたとして、フセインへの最終通告を出す決定をした。
これが、イラク戦争の始まりとなり、3月20日には、対テロ戦争として、その政権打倒目的の米英の作戦が始まった。国連の安全保障委員会では、5月と10月に1483と1511決議が行われ、イラクへの援助、多国家軍の滞在が承認された。

#### 人道支援
スペインの国民党アスナール政権では、4月9日に南部のUm Qasar地方への人道支援目的の派兵を行い、陸軍の医療部隊を乗せた艦船を派遣した。また、総じて食料14トン、水4万6千リットルや必需品を運搬・支給した。また、現地での道路・学校・水道施設の改修も行った。また8月には、An Najaf, Al Qaisiya 地方へ任地が変わり、現地の安全確保・再建の目的で、南米5か国の兵士との合同部隊が派遣された。これらは、1300人規模で2交代で、2004年5月末まで、延べ2600人が派遣された。アナ・パラシオ外務大臣は、「l国連の採決に基づき、スペイン軍は、イラクにおける安定と安全に協力する呼びかけに応じている。」と語っている。

#### 反対運動
このような米英西のイラク攻勢は、諸国における反発を起こし、派兵前の2003年2月25日には、主要国で同時デモ行動が行われた。スペインでは、政府公表で、マドリードで56万人、バルセロナで25万人の人々がデモに参加したとされている。反対運動は、主に左翼・反米の民間団体がベースとなっており、「戦争にNo」という標語のもとに広がり、スペインでは、市民の大半が戦争反対というムードになっていた。
反対派は「米国が戦争を始めた動機の一つには、アメリカの石油業界がイラクの石油を支配したいという意図がある」「スペインの派兵がたとえ人道的な目的であったとしても、イスラム側に誤解される可能性がある」などという理由で反戦活動を行っていた。戦争が始まっても、その反対運動は続いてはいたが、徐々に沈静化していった。
10月には、マドリードに35か国が招かれ、イラクへの「寄付者のコンフェレンス」を行ったことで再びデモが行われたが、より小規模なものになった。

### イスラム関連の事情
スペインでは、1980、90年代から様々なイスラム系のグループが定着しはじめ、イスラム系移民の間で、新しいメンバーを獲得して行った。アメリカ同時多発テロ事件より、スペインへの権益にも影響が出始め、特に、アルジェリア人、シリア人の流れのグループの行動が見られたことで、たびたび、逮捕が行われていた。

#### テロ事件
- 1985年4月12日、マドリード州東部の街のレストラン「エル・デスカンソ」で、イスラム聖戦主義者により、アメリカ軍人の客を狙ったテロが発生。18人死亡、82人負傷。死亡者はスペイン人で、犯人は不詳[9]。
- 1985年7月1日、米国、ヨルダンの航空会社のマドリード支店で、爆発と銃撃が発生。1人死亡、29人負傷。主にスペイン人が被害者。犯行は、パレスチナ系組織である、Fatah-RC[10] 。
- 2003年5月16日、モロッコのカサブランカで、アル・カイダ系サラフィストのグループの12人のテロリストが、ユダヤ人やスペイン人を狙った5件の同時自爆攻撃（2003年カサブランカ爆弾テロ事件）を行い、33人が死亡、100人以上が負傷した。

### イスラム圏からの警告
- 2001年末にはカラチで、また、2002年2月にはイスタンブールで、アル・カイダの要人と北アフリカのメンバーが会合し、スペインへのテロを計画をした、と、後に推察された[11]。
- 2003年10月18日、ビン・ラーディンは、イラク戦争、アフガニスタン戦争への介入の支援について、米、英、西、豪、日、ポーランド、伊、諸国へ脅しの発言をした。これは、アル・ジャジーラによって報道された[12]。
- 2003年12月8日、「イラク民衆援助情報」は、グローバル・イスラミック・メディアを通して、「アスナール（首相）は、イラクへのスペイン軍の滞在は、単に、人道救援の為という嘘をついている。しかし、全くの真実は、憎悪による侵略であって侵略者の側にいる。・・・これは、全く、将来のスペイン国家の安全を脅かすものだ。」と表明[12]。
- 2004年1月4日、ビン・ラーディンの発言の一部の音声が、アル・ジャジーラによって報道された。「アラブ諸国を合わせた経済力は、かつて私たちがイスラム教を心から受け入れていた頃の世界の一部であった、ある国ーアル・アンダルス（当時のイベリア半島の大部分）ーの経済よりも弱いことはよく知られている。」と言っていた[12]。

### 情報筋からの警戒情報
- 2003年3月と年半ばに、スペインの警備隊は、米国イラク戦争への関係を持つことで、「西洋の抑圧者」の印象を与える可能性を指摘し、何らかのテロ行動の可能性を警告[13]。
- 同年10月27日、CNI（スペインの国家情報局）は、政府に対して「イスラムテロの脅威の評価」という情報を提出した。また、11月には、危険人物ラマリについての情報を公開した[14]。
- 事件後のCNIによると、この時期に、2人の危険人物をマークしていたが、内務省と、その管轄である国家警察と警備隊との協力関係が出来ていなかった、と告発した[15]。

### ETAによるテロ
国内のバスク地方をベースとするテロ組織、ETA（バスク祖国と自由） は、スペイン各地で、1959年から2011年までの約50年間で、約3500件のテロ事件を起こし、853人の死者、7千人以上の負傷者をだした。当時のアスナール首相は、首相候補であった1995年時に、車爆弾を仕掛けられたが、辛うじて難を逃れていた。彼は、ETAに対して積極的な対策を行っており、この為、2001年の米国貿易センターの事件でも、国際テロに対する積極的姿勢を示した。ETAは、2003年時前後にも、マドリード市民をテロ対象とした、以下のようないくつかのテロ行動をとっていたが、事前に防止されていた。この為、奇しくも、直前の日付けて、同じルートを辿ったETAによる爆破未遂事件があり、3月11日のテロも「ETAの犯行」との誤解を引き起こす原因となった。
- 2003年12月24日、ETAのメンバー2人は、マドリード市北部のチャマルティン駅行き列車に28と20キログラムの爆発物を仕掛けた2つの旅行用トランクを持って乗車し、駅で、午後4時前に爆発させる予定であったが、途中駅で逮捕された[19]。
- 2004年2月29日には、ETAのメンバー2人は、2台のバンで南下し、1台には536キログラムの爆発物を準備した状態で運搬していたが、マドリード州に東から入る前に逮捕された。彼らの持っていた地図には、アルカラ・デ・エナーレスからマドリード市に入る箇所にマークがしてあった。彼らは、このまま車爆弾を放置して、別の1台で逃走する計画であった[20]。

## 一連の事件の経過

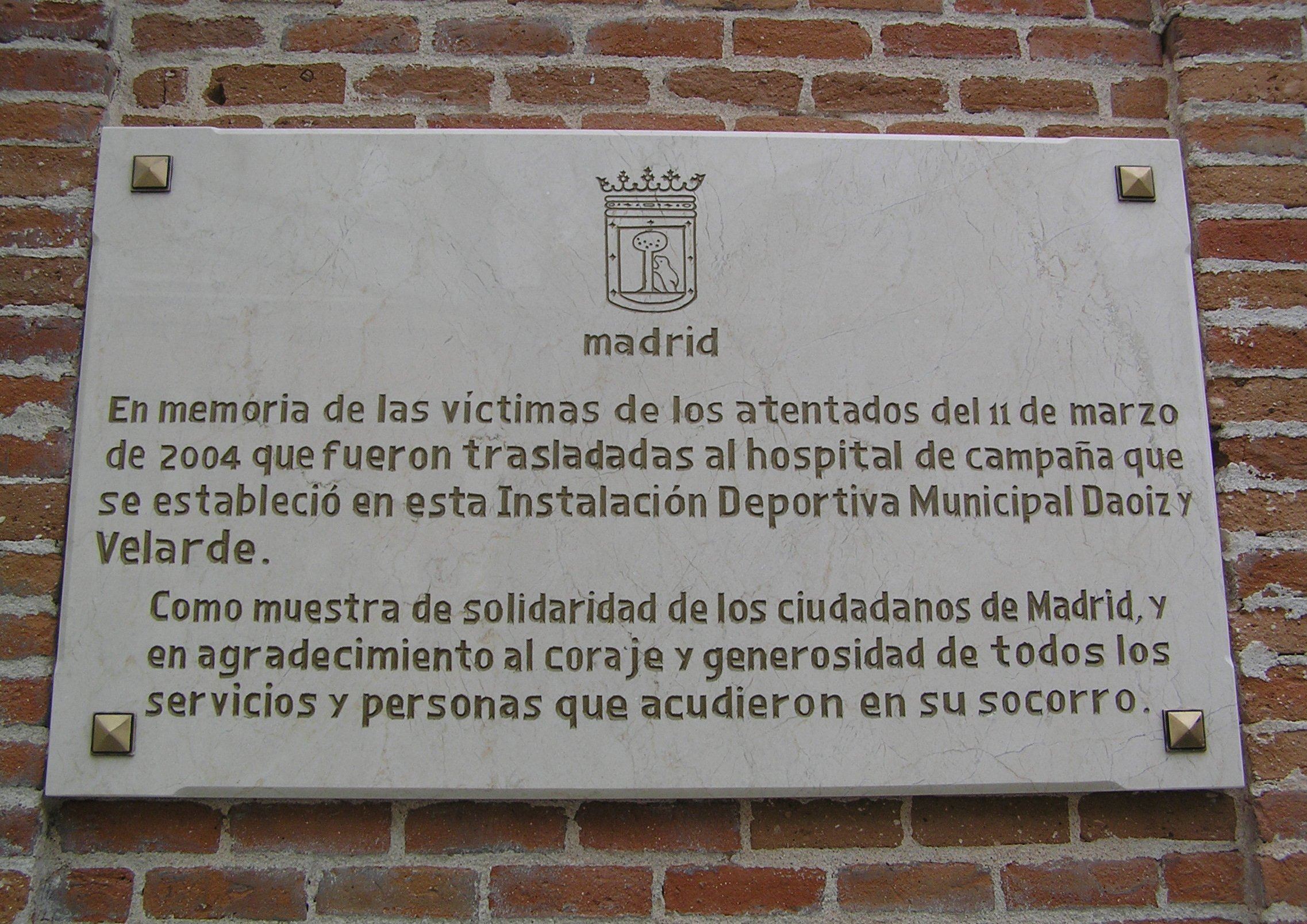
犠牲者を記憶するために設けられたプレート（マドリード）。以下はプレート内の文、および訳である。
原文：En memoria de las víctimas de los atentados del 11 de marzo de 2004 que fueron trasladadas al hospital de campaña que se estableció en esta Instalación Deportiva Municipal Daoiz y Velarde.
Como muestra de solidaridad de los ciudadanos de Madrid, y en agradecimiento al coraje y generosidad de todos los servicios y personas que acudieron en su socorro.
日本語訳：このプレートは、マドリードの市民が、2004年3月11日、攻撃を受け、ここ市民スポーツセンターに設けられた野戦病院に搬送された人々を記憶するためのものである。そして、被害者を助けた全ての人々の勇気と寛大に対して感謝するものである。

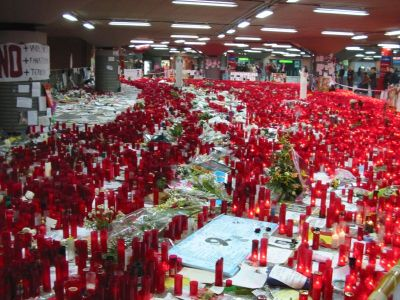
追悼を捧げるろうそく

### 3月11日の列車同時爆破事件
2004年の3月11日木曜日早朝、マドリード市からは、北東に位置するアルカラ・デ・エナーレス市から連続して出発した4便の列車で爆発が発生した。これらは、それぞれ異なった最終目的地であったが、南回りで、市の南側の中心駅であるアトーチャ駅を経由する便であった。いずれも6両編成で、通勤・通学の時間帯で、途中駅からの乗客も載せてかなり混んでいた。4便の列車は、爆発時系列で次のようである。
1. 列車、7:01発。アトーチャ駅の第2プラットホームに停車中で、7:37:47に6両目、7:38:36に5両目、7:38:40に4両目の3回の爆発があった。その後、1両目で起爆しなかった爆発物が発見され、9:59:18に、爆発物処理班によって爆破処理された。
2. 列車、7:10発。アトーチャ駅より一駅手前のエル・ポソ駅から発進するところであった。7:38に、4と5両目で爆発が起こった。また、後に駅のプラットフォームの3両目の位置にて、爆発物が発見され、爆発物処理班により、爆発処理がなされた。この列車は、2階建て車両で、この為、死傷者が多数となった。
3. 列車、7:14出発。この列車は、アトーチャ駅から2駅手前のサンタ・エウへニア駅から発進しようと、ドアが閉まったところで、7:38に4車両目で爆発が起きた。
4. 列車、7:10出発。この列車は、アトーチャ駅から800メートル南側（手前）で、テジェス通りと平行の位置の線路上にあり、アトーチャ駅のプラットホームが空くまで待機中であった。7:39に1，4，5，6両目で爆発が発生した。

車両は、爆発の威力で、屋根や壁が打ち破られる状況であった。爆発物は、上記の順に、4、4、1、4の計13個が置かれたとみられる。これらは、10個爆発し、2個は不発で後に爆破処理され、別の1個は不発で、後に発見された。この13番目は、上記の列車、2の遺留品の中から、手提げ型のスポーツが派出所で発見されており、これが、捜査の手がかりとなった。一方、後に、これに関する疑惑も生じることになった（後述）。破壊された車両の多くは、72時間後には処分に回されており、その後、爆発物の検証には使われておらず、これも、後で問題になった。

### 高速鉄道で爆発物発見
それから約3週間後の4月2日午前中、マドリード・セビリア間の高速鉄道（AVE）の線路上でビニール袋に入れられた爆発物が、トレドから20キロメートルの地点、マドリードからは61キロメートルの地点で、巡回していた国鉄職員によって発見された。この時点では、事件の犯人はまだ逮捕されていなかったことで、何らかの行動が継続される可能性かあった。この為、重要インフラである線路は、念入りなチェックが行われていた。この日は、朝7時半に、警備隊がチェックをしたが、何もなかったので、これは、午前中のその後の時間に、置かれたものと見られた。これは、爆発処理班によって、午後2時過ぎに制御された。この爆発物は、12キログラムの「Goma-2 ECO」（ゴマ・ドス・エコ）で、136メートルの電気ケーブルが付いていたが、起爆装置は付けられていなかった。そのため、犯人らは、列車の通過に合わせて、手動で起爆させる算段であったが、急いで逃走したもの、と考えられた。政府では、これは、3月11日に使われたものと同じ爆発物であるとみなした。

### レガネス自爆事件

#### 籠城

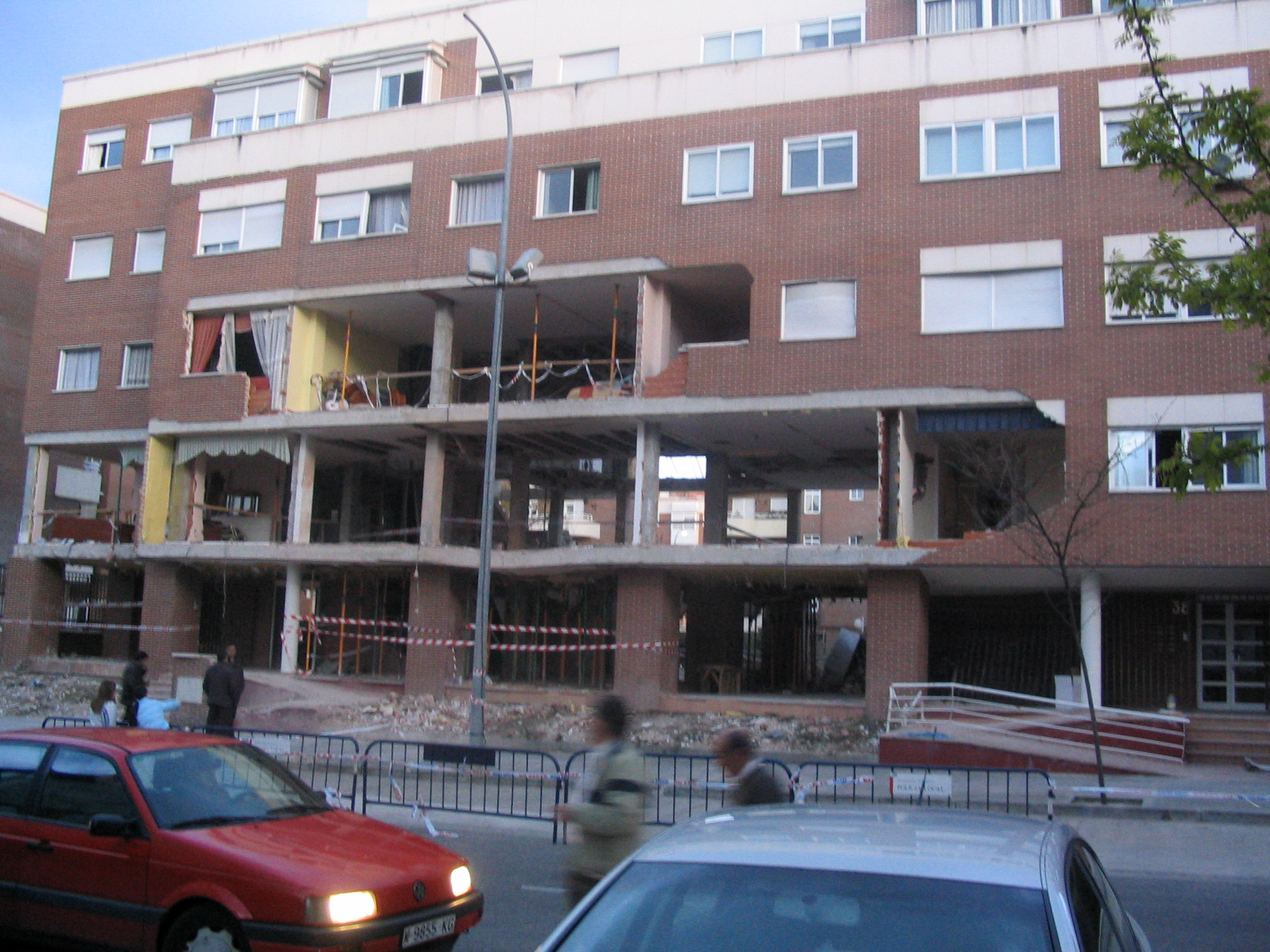
テロ犯らの自爆により破壊された住宅ブロック

翌日の4月3日午後に、マドリード市の南南西に位置するレガネス市北部で、ある住宅ブロック内の1軒に、テロ実行犯が集まっていたところを、警察が探知した。これは、サルサケマド区のカルメン・マリティン・ガイテ通りの建物の地上2階部分にあった。この場所が、どのように特定されたかについては、3つの説があり、警察の中でも、これは断定されていない。その1つは、爆発物の袋の中にあった携帯電話前払いカードを追跡した結果であるという。複数の私服警察官が、このブロックの敷地内に潜んでいたが、犯人の1人が、ゴミ出しに中庭に現れた時、私服警官が、郵便受けを覗いていたことで、警察官と気が付き、仲間に大声で知らせながら、2メートルの塀を超えて逃走した。この為、内部にいた者達は、警察が包囲していることを知ったことで、立て籠もる状況に追い込まれた。このため、この夕刻、18から20時までの間に、警察の特別機動隊は、投降説得をする一方、突入準備をしていた。この間、中からは、内部から発砲があったり、叫び声やコーランの唱和の声が聞こえた。やがて、機動隊は、入り口のドアを小爆破で開錠し、投降を呼びかけつつ、催涙弾を内部に発射した。

#### 自爆とその結果
追い詰められた実行犯らは、21:03に自爆を決行し、建物は大破した。その為、内部にいた実行犯7人と、機動隊員1人が死亡（大腿部の血管損傷による出血）、他に11人が負傷（4人重傷、1人は右足切断）した。20世帯の住民は、事前に避難していたが、建物は、主に地上2階部分が空洞になり、床に10メートルの穴が開いた。これは、15から20キログラムの爆発物2個が爆発したものと考えられた。爆発により、人体は判別が難しい状態になっており、中庭にあるプールの中などで発見されたものでは5人分で、13日に、法定医師により死者は7人と断定された。ここでは、200個の起爆装置も発見された。自爆者らは、実行の前に、計14の通話をしていたが、その中の1件は英国向けであった。また、捨てられたゴミ袋の指紋から、住宅から逃げたのは、アブデルマジド・ボウチャーで、この指紋は、後述するカンゴー車からも検出された。彼は、2005年7月に、セルビアで逮捕された。

#### 墓荒し
この件で殉職した警察特別機動隊員は、南マドリード墓地に埋葬されていたが、後の4月19日未明に墓が暴かれ、死体が損傷され、焼かれるという事件があった。この墓石は180キログラムの重さがあり、4人ほどが行動したとみられる。墓守が炎を見て駆け付けたが、犯人らは、工事中であったフェンスを通って逃走した。レガネス事件の死者の家族や仲間による行動と見られる。

## 捜査（時系列順）

### ルノー車の発見
同3月11日の爆発事件後の、朝9時前、列車の出発点であったアルカラ・デ・エナーレス駅から100メートルと近い、インファンタド・デ・アルカラ通り40番の集合住宅の門衛から、警察所に通報があった。その早朝、ルノー車カンゴー（業務用ミニバン）が、その住宅棟の前に駐車されて、不審な3人の男がいて何かしており、1人の背の高い男が、背負いバッグと手提げ型のスポーツバッグを持って駅の方に向かって行き、2人は残っていた、というものであった。その日は、寒くなかったが、頭部を覆っていたので、変に思ったという。
この車には、最初に到着した2台の車で到着した警察官達の目視によると、運転席前に名刺1枚、グレーのカセットテープがあり、後部荷台には何もなかったという。その後、爆発物探知の訓練犬が到着し、検査が行われたが異常が無かったので、14:30に、マドリード市の北西にあるカニ―ジャスの国家警察本部の爆発物処理隊（TEDAX）の部署に収容された。しかし、15:30には、荷台には、爆発物「Goma-2 ECO」の入れ物と国産の7個の起爆装置があった、と報道された。あるいは、それは座席の下から見つかったとされている。また、カセットテープは、アラビア語のテープであったが、コーランの朗読という風に報道された。この為、イスラム系の犯行の路線が出てきた。この車は、犯人らが駅に到着するために使われたもの、と見なされた。
翌3月12日に、その車は2月28日にマドリードで盗まれた車であることが、判った。2006年になって、名刺やテープには、バスク州に由来する名があり、当初、ETAの犯行とみなされる要因があった点や、また、これらの物品は車を盗まれた所有者の持ち物であったことが、後日、警察によって明らかにされた 。捜査側では、さらに犯行に使われた車があるに違いないと、周辺は、くまなく捜査された。さらに、6月になると、別の車、Skoda社製 Fabia車が、5台分の距離のところで発見された。

### バジェカス交番でのスポーツバッグの発見
3月12日（金）の午前3時、アトーチャ駅からは2つ手前の街バジェカスの交番にて、爆発物の入ったバッグが発見された。これは、「爆発物13」と呼ばれている。ここには、エル・ポソ駅からの残留品が集められており、バッグは、その中の1つであった。当初は、携帯電話が鳴っていたため検査されたと報道されていたが、法廷では、荷物を手作業で整理していて、午前2時半に運ばれてきたものの中に見つかったと証言されている。これは、検証の為、別の場所（Parque de Azcón）に、車3台で慎重に運ばれた。これは、手提げ型のスポーツバッグであって、10キログラムの「Goma-2 ECO」、銅製の起爆装置、携帯電話機（ミツビシ、Trim, T110）、破壊力を強めるための金釘類が入っていた。これは、配電線が外れていたことで爆発しなかった、と見られている。その後、この携帯電話機やカードの追跡から、様々な捜査が展開していった。この時点で、ＥＴＡの使う起爆装置は、アルミ製であることや爆発物が異なる事で、ますますイスラム勢力の犯行である方向性が出てきた。しかし、このバッグについては、疑問点が挙げられており、後々にも問題が残った。

### 携帯電話とカード
捜査側は、12日に発見された携帯電話とカードを辿ったところ、マドリード市ラバピエス区にある携帯関係の店に行きつき、13日、そこの店主であるジャマル・ゾウガム（Jamal Zougam）が逮捕された。この店はその4年前に開店しており、外国人向けの長距離電話店で、携帯電話の販売・修理もしていた。彼は、イスラム関連の捜査をしていた判事の2001年報告書の中で、アル・カイダ組織に関連する告訴状をまとめた35人の中に名前があった人物であったが、当時は逮捕されていなかった。
その後の捜査で、事件の8日前に、犯人らが、前払いカードを、ゾウガムの店で購入したという事に辿りついた。後に、店の雇用者は、「カードを9から10枚販売した。」と証言しており、ゾウガムが直接販売した訳ではなかったが、機器の扱いに長けていたようであった。また、それらは、ジャマル・ゾウガムが、2人のインド人が経営する店から、携帯カードを購入した一連のものであることが判り、その番号の中で、爆破に使われなかったものを追跡した結果、いくつかの捜査の道が開かれることになった。
アセベス内務大臣は、13日午後8時、記者会見を行い、「3人のモロッコ人とインド人2人を逮捕した。」と公表した。後に、インド人は、関係が無いと判明した。犯人らは、携帯電話を犯行に使用したが、一方、通話の繋がりは、国際通話も含めて、捜査への手がかりを与えた。

### 爆発物の出所
3月15日には、爆発物処理隊は、爆発物や起爆装置が、スペイン北部のアストリアス州アヴィレスからのものであることを断定した。「Goma-2 ECO」は、アストリアス州の鉱山で良く使用されているものであった。さらに、3月18日には、ホセ・スアレス・トラスショッラス（José Emilio Suárez Trashorras、27歳）が、爆発物を犯人らに供給した容疑で逮捕された。その後、彼の妻、義兄、周囲のグループなども逮捕された。彼は、鉱山で、5年間働いていたが、2002年に統合失調症で仕事を辞めていた。2001年には、麻薬密売で逮捕されたこともあり、その後、警察の麻薬情報提供者にもなった。
そこに捜査が至ったのは、捜査側で一連の携帯カードの使状況を追跡していたが、その中の番号は、何回か同州で使用されていたからであった。その中の1つの通信は、後で判明する名であるが、犯行の中心者の１人、ジャマル・アハミダンが、スアレスの妻にかけた電話であった。同州警察内では、スアレスが、麻薬情報提供者であったことで、その妻も知られている存在であった。これが、スアレスが突き止められた糸口であった。
彼は、同州のコンチータ鉱山から爆発物を盗み、犯罪に使われる可能性を知りながら、ジャマル・アフミダン（Jamal Ahmidan）、通称「エル・チノ」に何回かに分けて、合計200キログラムを渡したとされている。テロ事件前の2月に、アフミダンは、アストリアスに車で来て、爆発物を受け取ったり、また、スアレスが、彼らを信用しなかったので、数回に渡り、仲間が爆発物をマドリードに届けるということになった。最終的には、爆薬物や起爆装置を渡し、その代償として、7千ユーロと麻薬ハシシ26キログラムを受け取ったという。
彼らの接点は、アストリアス州の刑務所に収監されていた、彼の義兄アントニオ・トロとラファ・ズエイルが、知り合いになり、スアレスの電話番号を知り、アフミダンとの取引の話が進んだという。この鉱山では、毎年2万キログラムの爆発物が使用されるが、漁に使うという目的で、少量が横流しされることもあった。また、ラファ・ズエイルは、警察の麻薬取引情報提供者でもあった。

### 隠れ家
3月26日には、マドリードの南東30キロメートル、アルカラからは、南に34キロメートルの郊外、モラタ・デ・タフニャ（Morata de Tajuña）と呼ばれる地にある仮住宅が捜査された。ジャマル・ゾウガムが、事件の数日前に、自らの携帯電話を使用していた事で、発信地であったこの場所が、14日には既に、警察に知れていた。しかし、関連者がここに近づく可能性があった為に、しばらく見張られていたものである。ここは、住宅整備がされていない荒地で、5年程前に土地を借りたモロッコ人達が、やがて自分達で不法に住宅を建てていた。この持ち主は、アブ・ダバ（Abu・Daba）と呼ばれる男で、アメリカ同時多発テロ事件の関連で、スペインのアル・カイダの中心者として2001年から収監されていた。妻は、その間、ジャマル・アハミダンにこの住宅を貸した。こここは、道路は狭く周囲の地所から離れており、隠れて何かを行うには格好の場所であった。
警察は、ここで、数個の起爆装置や爆発物、文書、電話カード、パソコン等を発見し、また、2人のシリア人の指紋を採取した。さらに、地面には、最初に発見された商用バン、カンゴー車の車輪の跡があり、実行犯らは、ここで爆発物を製造し、前夜、ここに寝泊りして行動に向かったようである。彼らは、ここをベースにして、2003年の秋から暮れには、テロの構想を練っていたと考えられた。　

### もう1台の車の発見
事件当初から、犯人らに使われた車両が、複数あったのではないかと考えられていたが、6月13日、同じアルカラ駅の近くで、Skoda 社製Fabia車が発見された。この車は、事件当日に発見されたカンゴー車から30メートル離れた同じ道路に駐車されていた。これは、住民が警察に届けたもので、3か月以上駐車されていたという。これは、レンタカー会社に属していたものであったが、2003年9月に、別の州で盗まれていたものであった 。
これは、当初は、盗難車ということで、レンタカー会社に一旦引き渡され、社員が洗車をしたが、トランク内に旅行鞄があったことで、警察に連絡した。その調べにより、テロ犯行に使われた車であるとして、改めて捜査された。この鞄からは、自爆者の1人、モハメッド・アファタ（Mohamed Afatah）に関する衣類やコーランのオーディオテープ等が発見された。しかし、事件当日には、周辺の入念に捜査されていたことで、この車は、後から、誰かに置かれたような不審点が残った。

## 死傷者
3月23日時点での死傷者数の公表では、死者190人、負傷者は1857人で、死者の内47人は外国籍であった。この件では、事件後の混乱により、「自爆者がいた」という報道があったり、不明者の問い合わせなどがあった。後の5月に負傷した女性から生まれた新生児が死亡し、さらに2014年には、10年間昏睡状態であった女性が死亡したことで、この一連の事件での死者は、一般人192と特別機動隊の1人で、193人となった。また、負傷者は、2084人で、その内約100人が障害者となった。これとは別に、死者には、自爆した7人も数えられる。
また、死亡者発生の場所では、アトーチャ駅（列車1）では、34人、ポソ駅（列車2）では65人、サンタ・エウヘニア駅（列車3）では14人、タジェス通り（列車4）では63人、他、病院等で16人である。死者の主な出身国は、スペイン144人、ルーマニア16人、エクアドル6人、ブルガリア、ポーランド4人、ペルーが各3人、他、全17か国となっている。マドリード市の東側や南側は、移民が多く住む地域でもあったことで、外国籍の人々の死傷者が多くなった。

## 声明等

### 国内での発表の経過
テロの起こった当日の午前中は、主要な中央や地方の政治家達は、ETAの犯行と捉え、犯行批判の声明を出した。しかし、ETAの政治上の中心者であるアーノルド・オテギは、「ETAの犯行ではない。」と断言し、「アラブの抵抗である。」とした。アスナール首相は、11日11時に、ETAの犯行であることを公表し、また午後には、パラシオ外務大臣は、対外的に、大使館や国連に対して、ETAの犯行である旨を通達し、国連もその旨の公表を行った。
一方、3月12日、バスク州のメディア2社に「ETAはこれには、絶対的に関係していない。」と、その関係者を名乗る何者かが電話をしてきた。同日、アセベス内務大臣は、ETAの通常使用ではない爆発物や起爆装置が発見されていたものの、「主な捜査対象は、ETAである」と公表していた。13日には、国民党のラホイ首相候補も、ETAの線を新聞社のインタビューで、同様に語っていたが、その頃には、捜査側は、爆発物の発見により、ETAの線は確かではないことを指摘していた。

### イスラム圏からの反応
- 3月11日の夜、ロンドンのアラブ系新聞アル・クズ・アル・アラビ新聞に、「アブー・ハフス・アル＝マスリー殉教旅団」と称するイスラーム過激派系のテロリストグループが、電子メールを送り、アル・カイーダの名において、この犯行は、このテロを「死の列車」作戦と名づけ、「十字軍の連合の柱の1つに突撃した。」「米国はどこにいる？だれが、我々からお前を守るのか。英国、日本、イタリア、他の国か？」などという声明を送ってきた。しかし、この団体名の声明は、以前に出されたものが偽装であったことがあり、疑問視された[51]。

- 3月13日には、テレマドリード社への電話による知らせで、マドリードのモスクの近くのごみ箱に投棄されたビデオテープが回収された。これは、自称、欧州アル・カイーダ軍の報道担当、アブ・ドゥハ・アル・アフガニの名で、「マドリードで起こった事は、丁度２年半前にニューヨークとワシントンで起こった事と同じであって、我々の責任で起こった事を宣言する。」とモロッコ人のアクセントで述べていた。この内容は、その深夜に内務大臣により公表された[52]。

- 3月17日、アル・クズ・アル・アラビ新聞やアル・ハヤットに送られたアブー・ハフス・アル＝マスリー殉教旅団のメッセージによると、「マドリードでの戦闘は、癒しむべきアスナール政権を終わらせる為に極めて重要な要素である。」と述べていた[52]。

- 4月5日には、スペインのABC新聞社に、アブ・ドゥハ・アル・アフガニの名で送られてきたファックスによると、「我々には、いつでも、思うように攻撃できる能力がある。次の日曜までに、アフガニスタンとイラクからの軍の撤退と反イスラム勢力への援助を断絶せよ。さもなくば、お前らの血が川のように流れる地獄となる。」と脅迫を行った[52]。

## 事件の検証
爆破の原因は列車の車内に仕掛けられた時限爆弾によるものとみられている。当初はスペインから分離独立を目指して紛争を続けているバスク祖国と自由 (ETA)による犯行が疑われていたが、ETAはすぐに事件への関与を否定する声明を出し、警察も早い段階でETAの事件との関連は薄いものと判断した。
犯行後、「アブー・ハフス・アル＝マスリー殉教旅団」と称するイスラーム過激派系のテロリストグループが、ロンドンのアラブ系有力紙に犯行声明を出した。「死の部隊が欧州の深部に浸透し、十字軍の柱の一つであるスペインを攻撃し痛打を与えることに成功した」「（スペイン首相）アスナールよ、米国はどこだ。だれがお前を我々から守ってくれるのか。英国、日本、イタリア、そのほかの協力者か？」などと、電子メールを使って送ってきた。
警察当局は13日、実行犯とするモロッコ人3人とインド人2人を逮捕したと発表した。その後、テロに関与したとされる被告28人の公判が2007年10月31日に行われ、21人に有罪判決（残る7人は無罪）が下された。特に主犯格のジャマル・ゾガムら2人には4万年の禁固刑という非常に長い刑期が言い渡された。スペインには死刑や終身刑の制度が存在しないため、このような判決になったものと思われるが、刑期は表面上だけに過ぎず、実際には40年程度に留まるものとみられている。

## 事件の影響
スペイン国内ではイラク派兵を決めたアスナール政権への批判が集中し、即時の撤兵を求める市民の大規模デモが相次いだ。野党もあわせて政権を攻撃、折りしも総選挙の三日前に（狙ったものと思われる）起きた事件のため、選挙結果に直接の影響を与えた。選挙の結果を受けて国民党は下野し、スペイン社会労働党 (PSOE) のホセ・ルイス・ロドリゲス・サパテロ政権が誕生した。新政権は成立直後にイラクからの撤兵を決定し、4月18日から5月までに撤退がすべて完了した。
スペインは同時に有志連合からも離脱し、アメリカは「テロに屈した」と強く非難した。フィリピンなどもその後、テロの関連から撤退を早めたり、数ヶ月で計6カ国が離脱する結果となったことは、テロが国家に対して影響力を持つことを印象づけた。

## テロ事件の疑惑とスペイン政局
当初スペイン当局は「ETAによる犯行」と表明し、それに追従した形でアメリカ政府もETAによるテロだと断定、スペインのテロとの戦いへの支持を表明したが、アルカーイダによる犯行が明らかになっていくにつれCIAがアルカーイダの犯行であると断言した。
総選挙はテロ3日後の3月14日であった。前日まではマスコミや国民の間でもETAによるテロだという話が流れていたが、選挙当日の14日朝になり、アルカーイダによるものだと発表された。それとともにTVでもアスナール首相がジョージ・W・ブッシュアメリカ大統領と握手をしている前年の会見模様が報じられ、一気に野党の社会労働党政権が有利となった形である。スペイン国内ではアスナール政権がETAによる犯行説を捏造したと言う疑惑が選挙後も根強く残り、サパテロ首相はテロ事件の真相解明に取り組むとして調査委員会を設置した。

## 裁判

### 裁判の準備段階
2006年4月10日、フアン・デル＝オルモ捜査判事は、2年4か月をかけて、それまでの事情をまとめて241巻の起訴状を作成し、29人を起訴した。この内９人は、爆発物を供給したのグループのスペイン人９人である。この内、J・E　スアレスには、犯行に必要な協力者であっとして、多数の罪状が加えられた。また、彼は、爆発物を転売した折には、実行の中心者であったとされる、J・アハミダンの過激性とテロの実行可能性を知っていた、と判断された。代表検事は、オルガ・サンチェス。
また、収監されているＪ・ゾウガム、Ａ・ボウチャーの２人を爆発物の作成者とし、R・オスマン、Y・ベルハジ、H・エル・ハスキをテロの発案者とした。他の者は、協力者、文書偽造、麻薬売買者、という軽い罪状とした。このテロは、「アルカイダ・ネットワークに触発されたものではあるが、イラク参戦を理由にしていたアル・カイーダによって実行されたものではない。」と結論づけた。
この件については、社労党は、「捜査は完了した」と評価したが、国民党では、「扇動者、発案者についての探知において、進展が乏しい。独立したグループによる犯行という理論付けは貧弱である。」等、納得がいかないことを表明した。また、それぞれを支持するメディアも両陣の意見を反映した。

### 高等裁判決

#### 裁判の概要
事件の裁判は、高等裁判所で、2007年2月から7月まで57回の公判が開かれ、判決は同年10月31日に出された。裁判官3人、検事4人、被告側の弁護士26人、原告側の弁護士23人、証言者650人、化学分析官98人等の規模となった。この主判事は、ハビエル・ゴメス＝ベルムデス判事。また、この経費は、3百万ユーロ以上であった。
判決の内容
高等裁では、起訴された29人の内、3人をテロの責任者とした。爆発物を供給したJ・E・スアレスと、実行犯ジャマル・ゾウガムとオトマン・エル・グナオウニの2人に、192人の死者と負傷者1856人の殺人未遂の責任が課せられ、それぞれ、加算された数万年の刑が言い渡された。他の19人は、他の付随的な犯罪で、２０年前後の収監刑となった。また、主に爆発物供給グループの者５名、他、イスラム系２名は、無罪となった。
また、犯行は、「聖戦主義のテログループ」によるものとし、アル・カイーダとの関連には、具体的な言及はなかった。テロは、以下の10人で実行されたとしている。セルハネ・ベン・アブデマジ・ファルクヘット（Serhane Ben Abdemajid Farkhet 、通称、エル・チュネシノ）、ジャマル・アハミダン（Jamal Ahmidan、通称、エル・チノ）、モハメドとラチッド・オウラド（兄弟）（ Mohamed y Rachid Oulad ）、アジェケマ・ラマリ（Allekema Lamari）、アブデンナビ・コウンジャ（Abdennabi Kounjaa）、リファート・アノアール（Rifaat Anouar）で、以上は自爆死した者達7人。他に、ジャマル・ゾウガムとオトマン・エル・グナオウニと、身元不明1人の10人である。

#### 課題
- 発案者、推進者に関する判断がなく、検事側が「テロを組織した最も重要な者達」と指摘していた3人、特に、ラベイ・オスマン（通称、エル・エジプシオ）、ハサン・ハスキに関しては、「テロ組織に属していた」という罪状のみになった[58]。
- 10人の実行犯が、13個の爆発物をどのように分担して各列車に置いたか、の具体性に言及していない。また、犯行に使われたとみられる2台の車両に関しての具体的な人物の追求が無い[58]。

- レがネスの住宅から、自爆事件の直前に逃走したアブデルマジド・ボウチャーは、現場からパスポート等が発見されており、実行犯として、４万年近くの求刑を受けていたが、テロ実行との関連性が無い、として実行犯とされなかった[59][58]。
- 爆発物供給グループの者５名が放免となった[58]。
- 犯行の動機に関する部分は明確でなく、アル・カーダやイラク戦争への関与なども、言及が無かった[60]。

### 最高裁判決

#### 概要
最高裁の審査は、裁判官５人が担当し、2008年７月の判決では、基本的に高等裁の判決を踏襲したものとなった。ジャマル・ゾウガムに42917年、オトマン・エル・グナオウニに42922年、J・E・スアレスが34715年の収監刑、他、アブデルマジド・ボウチャーなど2人が18年、他12人が、12年以下の収監判決を受けた。高等裁の判断からは、6人において、数年減刑される場合があり、無罪となった者達もいた。
この判決では、その動機については介入していず、また、テロ計画の考案者を特定していない。判決では、組織について、聖戦主義の細胞組織であったとし、「攻撃の責任の主張はイデオロギー的にはアルカイダに依存しているが、同組織の他のグループや指導者たちとのつながりはまったくなく、したがって、この細胞はいかなるテロリスト・グループにも依存しておらず、犯罪目的上、独立したテロリスト・グループとして識別できると考えられる。」と結論付けている。

#### 課題
- 検察側は、テロ組織の組織員として、ラベイ・オスマン（通称、エル・エジプシオ）に対して、10年を求刑していたが、高等裁と同様に、放免となった[63]。
- スアレスの妻の兄にあたる男アントニオ・トロは、高等裁で無罪になっていたが、爆発物取引で４年の判決を受けた。これは、テロ犠牲者の会の訴えによるものであった[63]。
- 判決は決定したが、高等裁と同様に、発案者などの解明はできていない[64]。

事件から20年後では、20年以下の収監判決を受けた者は、すべて出獄しており、主要犯の3名のみが、収監されている。スペインでは、刑は、年数加算となるが、死刑や終身刑は無く、一般的に40年収監が限度とされているので、3名も収監された日からの2044年頃には出所する可能性がある。